# After midnight project
After Midnight Project, comunemente abbreviato in AMP, è una band alternative rock proveniente da Los Angeles, California. La band si è formata nel 2004, ed è composta da cinque membri: Jason Evigan (voce), Spencer Bastian, Christian Meadows, TJ Armstrong (chitarre) e Daniel Morris (batteria).

## Genere
Il genere del gruppo è unico ed include diversi tipi di musica rock, tra cui alternative rock, pop rock, nu metal, Industrial music, e tanti altri. Il loro vario genere musicale ha permesso loro di essere paragonati a band come Incubus, Nine Inch Nails, e Smashing Pumpkins.
La canzone Take Me Home è stata inclusa nella colonna sonora del videogioco Prey, messo in vendita nei negozi durante l'estate del 2006. Il video del brano mostra delle scene in cui la band suona in una stanza, alternate da alcune scene del videogioco.

## Discografia

### Album
- The Becoming - 2007

### EP
- The After Midnight Project - 2005